# عمر النايف
عمر نايف حسن زايد، والمعروف باسم عمر النايف (ولد في 1 نوفمبر 1964 في جنين - اُغتيل في 26 فبراير 2016 في صوفيا)، مقاوم فلسطيني عضو في الجبهة الشعبية لتحرير فلسطين. اغتيل داخل سفارة فلسطين في بلغاريا.

## حياته
التحق بالجبهة لتحرير فلسطين منذ صغره، ونفذ عام 1986 مع اثنين من رفاقه عملية طعن في القدس قتل فيها مستوطن إسرائيلي واعتقل الثلاثة إثرها، لكن عمر تمكن من الفرار من السجن عام 1990م، وعاش مطاردا في عدة دول عربية، إلى أن استقر عام 1994م في بلغاريا، حيث تزوج من رانيا زايد، وهي فلسطينية تحمل الجنسية البلغارية، وله ثلاثة أبناء.
في 15 ديسمبر 2015، طالبت الخارجية الإسرائيلية الحكومة البلغارية بتسليمه بناء على اتفاقيات ثنائية، فلجأ عمر إلى السفارة الفلسطينية في صوفيا، وبقي فيها حتى 26 فبراير، عندما وجد مقتولاً داخل السفارة. اتهم الموساد بعملية الاغتيال. لا تزال لجنة التحقيق من السلطة الفلسطينية تحقق بقضية اغتياله.

## أفلام عن قضية اغتيال عمر النايف
- أنتجت قناة الجزيرة فيلماً استقصائياً بعنوان السقوط في حرم السفارة في برنامج ما خفي أعظم، في 6 نوفمبر/تشرين الثاني 2016، كشف فيه ظروف وملابسات اغتيال عمر النايف بعد تلقيه تهديدات بالتصفية من قبل الموساد الإسرائيلي، ومطالبة الشرطة الدولية (إنتربول) بتسليمه عبر السلطات البلغارية بناء على طلب قضائي إسرائيلي.[2]
- في سبتمبر 2018 نشر المدوّن الفلسطيني أحمد البيقاوي بفيلما استقصائيا صوّره وأعده بإنتاج مستقل بعنوان سفارة الموت، كشف فيه نتائج جديدة وهامة حول القضية، كما ضيّق دائرة البحث حول المتورطين والمتهمين.[3]